# 1138 Attica
Az 1138 Attica (ideiglenes jelöléssel 1929 WF) a Naprendszer kisbolygóövében található aszteroida. Karl Wilhelm Reinmuth fedezte fel 1929. november 22-én, Heidelbergben.